# Хавские
Хавские — дворянский род.
Представители из первой части дворянской родословной книги Рязанской губернии происходят от Петра Васильевича Хавского, получившего дворянский титул 15.03.1819 по личному пожалованию императора. Секретарь 2-го отделения 2-го Департамента Правительствующего Сената, титулярный советник, кавалер ордена Святого Владимира 4-й степени. Сын обер-офицера. Информации о наличии потомков нет. Вероятнее всего, эта ветвь прервалась.
Представители из третьей части Дворянской Родословной Книги происходят от Ивана Федоровича Хавского, получившего дворянский титул 13.11.1835 за гражданскую службу (из первых семи классов Табели о рангах). Зарайский уездный лекарь, коллежский асессор. Прослеживается, по меньшей мере, 4 колена потомков — до начала XX в.. Вероятнее всего, эта ветвь сохранилась и поныне.